# Keego Harbor
Keego Harbor è un comune degli Stati Uniti d'America, situato nello Stato del Michigan, nella contea di Oakland.